# Notgeld

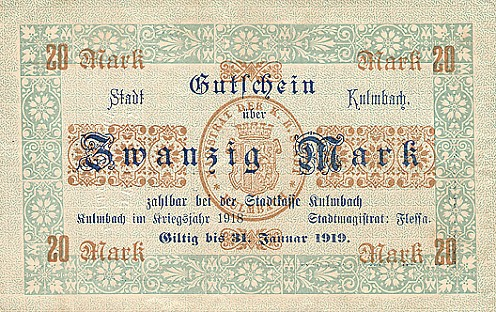
Notgeld wydany w Kulmbach w 1918 roku

Notgeld – niemiecka nazwa pieniądza zastępczego, emitowanego najczęściej na początku XX wieku.
Pieniądz ten nie był emitowany przez bank centralny, lecz przez instytucje, takie jak prywatne banki, przedsiębiorstwa, gminy, czy też kopalnie. Notgeld najczęściej przyjmował formę banknotu.